# دورانیا
دورانیا (به اسپانیایی: Duranía) شهری در کلمبیا است که در شهرستان نورته د سانتاندر واقع شده‌است.